# Vivo (álbum de Coda)
Vivo es el quinto álbum de estudio de la banda mexicana de rock en español Coda y fue publicado en formato de disco compacto por Pro Disc Music en 2006.

## Grabación y contenido
Salvador Aguilar decidió reunir a Coda con sus miembros originales, sin embargo, los demás rechazaron la oferta y «Chava» formó la banda con otros músicos, esto en 2002.
Esta producción musical fue grabada de 2004 a 2005 en los Estudios Echoes localizados en la localidad de Sharpsburg, Maryland, Estados Unidos.
Vivo contiene una versión en directo del tema «Aún», originalmente numerada en el álbum Veinte para las doce. Además, enlista los temas «Firme», «Te extraño» y «Tras el viento» en inglés.

## Lista de canciones
Todas las canciones fueron compuestas por Salvador «Chava» Aguilar.

| N.º   | Título                                                     | Duración |  |
| 1.    | «Delirando»                                                | 3:32     |  |
| 2.    | «Firme»                                                    | 3:27     |  |
| 3.    | «Simplemente te amo»                                       | 2:59     |  |
| 4.    | «Mitades»                                                  | 3:25     |  |
| 5.    | «Terror virtual»                                           | 3:49     |  |
| 6.    | «Te extraño»                                               | 3:35     |  |
| 7.    | «Tras el viento»                                           | 3:30     |  |
| 8.    | «Invisible (a capela)»                                     | 3:23     |  |
| 9.    | «Zona»                                                     | 3:35     |  |
| 10.   | «Vacío infinito»                                           | 4:11     |  |
| 11.   | «Cambia el canal»                                          | 3:24     |  |
| 12.   | «Tren vagabundo»                                           | 4:06     |  |
| 13.   | «S. O. S.»                                                 | 3:12     |  |
| 14.   | «Dame tu corazón»                                          | 3:24     |  |
| 15.   | «Vampiro»                                                  | 3:38     |  |
| 16.   | «No te das cuenta» (canción extra)                         | 3:06     |  |
| 17.   | «Chasing the Wind» (versión en inglés de «Tras el viento») | 3:30     |  |
| 18.   | «Stand Firm» (versión en inglés de «Firme»)                | 3:27     |  |
| 19.   | «I Miss You» (versión en inglés de «Te extraño»)           | 3:35     |  |
| 20.   | «Aún» (en vivo)                                            | 5:42     |  |
| 69:30 |                                                            |          |  |

## Créditos
- Salvador «Chava» Aguilar — voz
- Enrique Cuevas — guitarra acústica y guitarra eléctrica
- Hiram Sánchez — batería
- Jordan Pizano — bajo
- Leo Castellanos — teclados